# Уэсуги Кэнсин
Уэсуги Кэнсин (яп. 上杉 謙信; 18 февраля 1530 — 19 апреля 1578) — даймё, правивший провинцией Этиго, один из наиболее могущественных полководцев периода Сэнгоку в истории Японии. Легендарным стало противостояние Уэсуги Кэнсина с Такэдой Сингэном, которое является популярной темой в японском искусстве. Многие последователи Кэнсина верили в то, что он является воплощением бога Бисямонтэна, и называли его богом войны.

## Биография

### Ранние годы
Кэнсин был четвёртым сыном известного самурая Нагао Тамэкагэ из провинции Этиго, изначально он носил имя Торатиё (虎千代), позднее Нагао Кагэтора. С 7 до 14 лет Кагэтора обучался в монастыре. В это время его отец умер и между старшими братьями началась борьба за власть в клане, в которой победителем оказался старший сын Тамэкагэ, Нагао Харукагэ. В 14 лет Кагэтора, найдя поддержку у феодала Усами Садамицу, бросил вызов старшему брату и через три года разбил его войска. Так в 17 лет он стал главой клана, а через три года подчинил всю провинцию Этиго.

### Противостояние Уэсуги и Такэды
Вскоре после обретения власти в Этиго Кагэтора вынужден был противостоять другому могущественному военачальнику, Такэда Сингэну, который в ходе своей завоевательной кампании подошёл близко к границам Этиго. Полководцы встречались на поле боя много раз и прониклись друг к другу глубоким уважением. Кагэтора преклонялся перед стратегическим искусством Сингэна, а тот, в свою очередь, восхищался благородством Кагэторы. Пять сражений были разыграны на одном и том же месте, на ровном участке земли в провинции Синано, называемом Каванакадзима, где сливаются реки Сайгава и Тикумагава — в 1553, 1555, 1557, 1561 и 1564 годах.
Четвёртая битва при Каванакадзиме, произошедшая в 1561 году, была настоящим кровавым сражением. В ходе сражения Кагэтора с обнажённым мечом кинулся на Сингэна, сидевшего на походном стуле. На вопрос, о чём он думает перед смертью, Сингэн сложил изящное стихотворение и отразил удар меча боевым железным веером. Уважение, которое Кагэтора и Сингэн испытывали друг к другу, лучше всего иллюстрируется знаменитой «историей с солью». Поскольку владения Сингэна находились в горах, он мог получать соль, только поддерживая постоянные хорошие отношения с семейством Ходзё. Во время одной из кампаний в Каванакадзиме Ходзё, бывший тогда у власти, прекратил снабжать Сингэна солью. Нагао Кагэтора, узнав о трудностях Сингэна, заметил, что Ходзё совершил очень подлый поступок, и послал Сингэну некоторое количество соли из собственной провинции, которая имела выход к побережью Японского моря. Он добавил: «Я воюю не солью, а мечом».

### Прочая деятельность Уэсуги

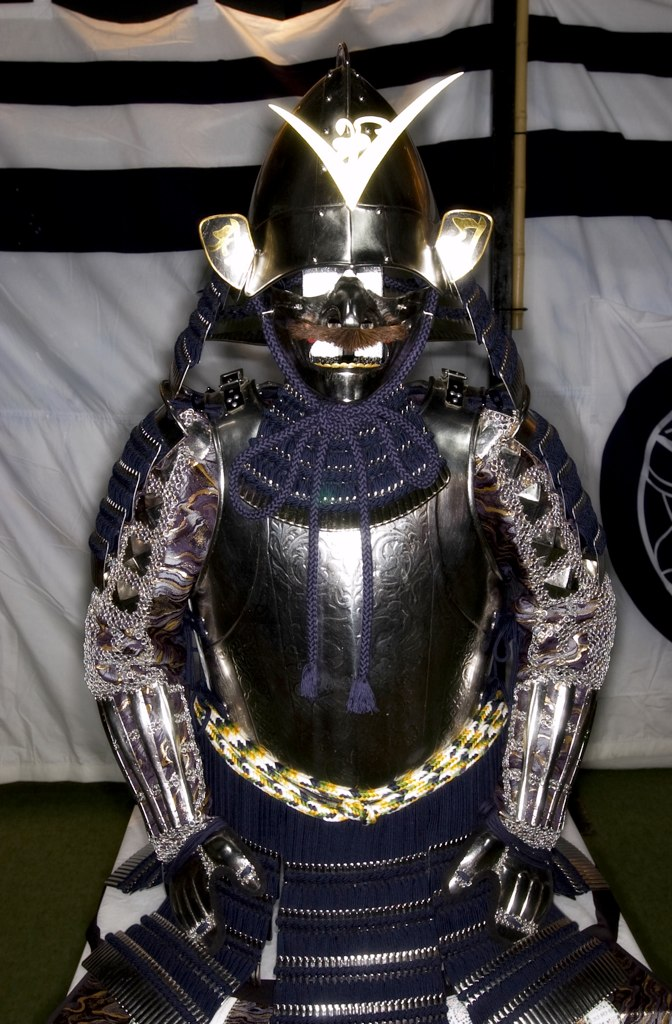
Доспехи Уэсуги Кэнсина

В 1551 году в провинцию Этиго бежал феодал Уэсуги Норимаса, разбитый войском Ходзё. Представители рода Нагао долгие годы являлись вассалами Уэсуги, поэтому Кагэтора оказал тёплый приём своему номинальному господину, за что был принят в его семью как приёмный сын. В 1559 году Кагэтора посетил Киото, где подтвердил новые фамилию и титул правителя провинции Канто у сёгуна Асикаги Ёситэру. С этого времени он стал известен как Уэсуги Тэрутора, но уже через два года, став буддийским монахом, начал именоваться Уэсуги Кэнсин.
В 1560 году Кэнсин начал кампанию против Ходзё с целью возвращения земель Уэсуги в Канто. Он достаточно успешно действовал в этой войне, осадив замок Одавара, но из-за недостатка продовольствия через два месяца вынужден был снять осаду.
В сентябре 1576 года Уэсуги Кэнсин начал экспансию в провинцию Эттю, военными наместниками (сюго) которой были (де-юре) представители знатного рода Хатакэяма. Вслед за тем он вторгся в провинцию Ното. Захватив множество замков в Ното, Кэнсин не смог овладеть хорошо укреплённой твердыней Нанаодзё. В мае 1577 года ему пришлось отступить после того, как он узнал о намерении дома Ходзё напасть на его владения (в провинции Кодзукэ). За время отсутствия Кэнсина враги вернули себе обратно один за другим захваченные им в Ното крепости. Одновременно Кэнсин получил тайные послания от Мори Тэрумото и сёгуна Асикаги Ёсиаки (последний сёгун рода Асикага, изгнанный из Киото Ода Нобунага в 1573 году), которые просили его отправиться в поход на Киото, контролировавшийся Нобунагой.
Кэнсин в том же 1577 году осадил вновь Нанаодзё. В замке между тем началась эпидемия, от которой умер и номинальный сюго Ното Хатакэяма Харуомару. Однако его вассалы, надеясь на помощь клана Ода, не сдавались. Но в рядах защитников замка обнаружились предатели, и Нанаодзё пал. Тем самым Уэсуги Кэнсин смог подчинить себе всю провинцию Ното.
В 1576 году Кэнсин столкнулся с самым могущественным полководцем периода Сэнгоку, Ода Нобунагой. В 1577 году Нобунага послал 30-тысячное войско на помощь защитникам Нанаодзё во главе с Сибатой Кацуиэ. Отдельными отрядами командовали прославленные полководцы Нобунага Хасиба Хидэёси (Тоётоми Хидэёси), Такигава Кадзумасу, Маэда Тосииэ и другие. Отправивишись из провинции Этидзэн, армия Сибаты продвигалась по провинции Кага, вступая в периодические стычки с силами Икко-икки. По пути Хидэёси повздорил с Сибатой Кацуиэ и повернул обратно. Войско Кацуиэ, ещё не получив известия о падении замка Нанаодзё, перешло реку Тэдоригава.
Тогда Кэнсин двинулся навстречу силам дома Ода. Сибата Кацуиэ, осознавая невыгодность своей боевой позиции, приказал воинам переправиться обратно. В этот момент Кэнсин атаковал армию Кацуиэ.
В битве при Тэдоригаве войска Уэсуги одержали блестящую победу над войсками Оды, превосходившими их по численности в полтора раза. Правда, мнения историков о масштабе и значении этой битвы расходятся. Есть даже мнение, что битвы как таковой не было, поскольку о ней не сохранилось почти никаких сведений, а многие авторитетные источники вообще умалчивают об этом сражении или указывают, что, узнав о падении Нанаодзё, войско Ода повернуло обратно, не вступая в борьбу с Кэнсином. Так или иначе, зимой 1576—1577 годов Кэнсин собрал большую армию, надеясь развить успех в войне против Оды, но в апреле скончался в результате инсульта. До самой своей смерти он оставался для Нобунаги грозным соперником.
Кэнсин, как и другие даймё эпохи Сэнгоку, имел свои отряды синоби но моно. Ему одно время служил знаменитый мастер ниндзюцу Като Дандзо. Кэнсин также уделял большое внимание военной разведке — этим занимался подчинявшийся ему корпус ниндзя (так называемые ниндзя нокидзару (軒猿)). О них упоминается в знаменитой энциклопедии ниндзюцу эпохи Токугава «Бансэнсюкай» (万川集海, 1676 год). Нокидзару неоднократно побеждали синоби Такэды и Го-Ходзё.
Кэнсин никогда не был женат и не имел детей, но у него было два приёмных сына, которых он воспитывал как наследников. После смерти Кэнсина между его сыновьями началась борьба за власть, которая закончилась победой Уэсуги Кагэкацу. Кагэкацу был сыном родной сестры Кэнсина, то есть фактически племянником. Второй приемный сын — Кагэтора — происходил из рода Ходзё.
Умирая, Кэнсин оставил миру следующие стихотворные строки (дзисэй)
極楽も 地獄も先は 有明の 月の心に 懸かる雲なし
гокураку мо // дзигоку мо саки ва // ариакэ но // цуки но кокоро ни // какару кумо наси
Ни раем, ни адом
меня уже не смутить,
и в лунном сиянье
стою непоколебим —
ни облачка на душе.